# Nelsjapyx
Nelsjapyx es un género de Diplura en la familia Japygidae.

## Especies
- Nelsjapyx hichinsi Smith, 1962
- Nelsjapyx soldadi Smith, 1962